# Zakaria Bakkali
Pour les articles homonymes, voir Bakkali.
Zakaria Bakkali, né le 26 janvier 1996 à Liège en Belgique, est un footballeur international belge qui joue au poste d'attaquant à l'Ittihad Riadhi de Tanger. Il possède également la nationalité marocaine.

## Biographie

### En club

#### Jeunesse et formation
Né à Liège de parents marocains, il grandit dans le quartier de Droixhe et c’est là-bas qu’il commence à jouer au football dès l'âge de cinq ans, son père, qui est conscient de ses qualités techniques et de sa vitesse, décide de l'inscrire dans les équipes jeunes du RFC Liège où il se fait remarquer par les recruteurs du Standard de Liège, qu'il rejoint en 2005. Trois ans plus tard, c'est au tour du PSV Eindhoven de jeter son dévolu sur le petit ailier. Il quitte alors la Belgique à l'âge de douze ans afin d'intégrer le centre de formation du club néerlandais. En 2011, un an avant de signer son tout premier contrat professionnel, à l'occasion d'un tournoi en Angleterre, lors duquel il est élu meilleur joueur, il suscite l'intérêt de Manchester City et les dirigeants citizens lui proposent un contrat mais son entourage lui conseille de poursuivre sa progression au PSV.

#### PSV Eindhoven
En juillet 2012, il signe son tout premier contrat professionnel d’une durée de trois ans avec le PSV Eindhoven, mais lors de la saison 2012-2013 il est incorporé à l'équipe réserve. En juillet 2013, il est officiellement intégré en équipe première ce qui lui vaut de disputer, à seulement dix-sept ans, son premier match professionnel en étant, contre toute attente, titulaire lors du match aller du troisième tour de qualification de la Ligue des champions 2013-2014 face à Zulte Waregem. Il inscrit son premier but la semaine suivante lors du match retour en Belgique. Le 10 août 2013, il réalise un triplé en championnat lors de la victoire 5 buts à 0 du PSV à domicile contre NEC Nimègue, lui permettant ainsi de devenir le plus jeune joueur de Eredivisie à s'offrir un hat-trick. À la mi-saison il affiche un total de vingt-quatre matchs pour quatre buts et de belles performances remarquées d’un point de vue technique mais à ce moment-là le vent commence a tourner pour le jeune talent. En janvier 2014, 18 mois avant la fin de son contrat actuel, les dirigeants lui proposent une prolongation de contrat que  son entourage et lui-même refusent, ce qui engendre des tensions entre le clan du joueur et les dirigeants qui décident de l’exclure de l'équipe première et de le mettre sur le marché des transferts. Cette décision a un impact au niveau de la carrière de Bakkali en tant qu'international car cela lui coûtera sa place au Mondial 2014. Une fois le Mercato estival 2014 entamé, alors que l'Atlético de Madrid et Lille OSC s'intéressent à lui, le clan Bakkali refuse systématiquement toutes les offres. En septembre 2014, les dirigeants du PSV décident de l'exclure de toutes les équipes du club et, bien qu'il soit sous contrat, Bakkali passe une saison complète sans jouer.

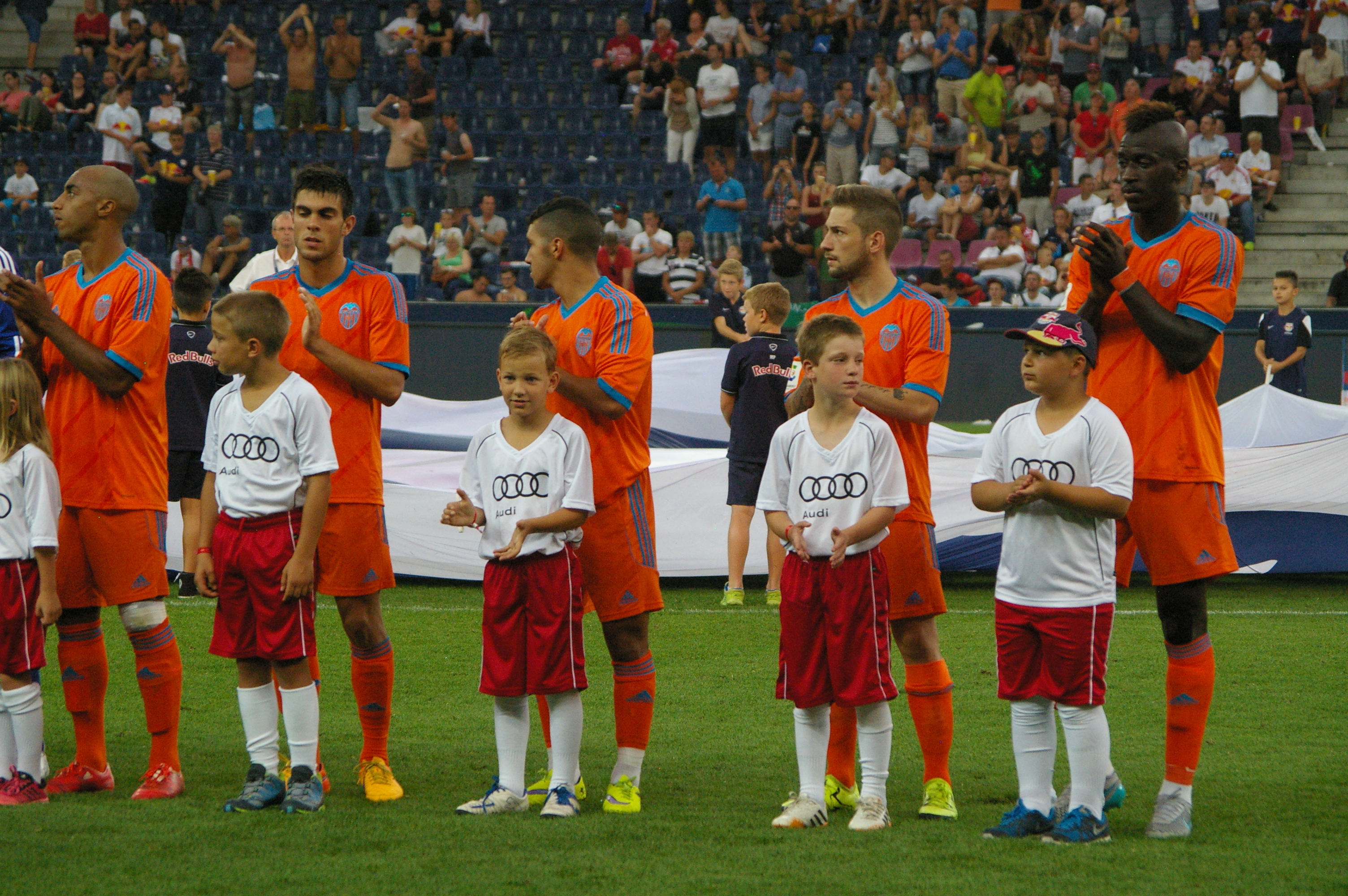
Zakaria Bakkali (au centre) avec le Valence CF en 2015.

#### Valence CF
En juillet 2015, libre de tout transfert, Bakkali signe un contrat jusqu'à la mi-2020 avec le Valence CF.

#### Prêt au Deportivo la Corogne
Lors de la saison 2017-2018, Bakkali est prêté au Deportivo La Corogne, avec lequel il est relégué en Segunda División. Avec le Deportivo, il dispute vingt-trois matchs de championnat et un en Coupe du Roi, dont dix en tant que titulaire. Cependant, ses statistiques ne convainquent pas : Bakkali ne marque pas un seul but de toute la saison et ne délivre qu'une seule passe décisive en Coupe.

#### RSC Anderlecht
Le 3 juillet 2018, il s'engage pour quatre ans avec le RSC Anderlecht. Le 1er février 2021, Zakaria Bakkali est prêté pour six mois avec option d'achat au Beerschot mais n'y joue que quatre rencontres et les Anversois ne lèvent pas l'option.

#### RKC Waalwijk
À l'été 2022, Bakkali retourne aux Pays-Bas et s'engage jusqu'en 2024 avec le RKC Waalwijk, un club du ventre mou de l'Eredivisie.

#### Ittihad Riadhi de Tanger
Lors du mercato hivernal 2024-2025, alors que cela fait six mois qu'il est sur la touche, sans club depuis le 1er juillet 2024 après la fin de son contrat avec le RKC Waalwijk, Zakaria Bakkali s'engage aec le club marocain de l'Ittihad Riadhi de Tanger pour une durée de dix-huit mois à partir du 15 janvier 2025. Il dispute ses premières minutes pour ses nouvelles couleurs le 18 janvier lorsqu'il monte au jeu à dix minutes du terme face au FUS Rabat (victoire, 1-0). Cinq jours plus tard, il inscrit son premier but en Botola Pro1, face au Raja Casablanca, en ouvrant la marque à la 72e minute (partage, 1-1).

### En sélections nationales

#### Parcours junior avec lesDiablotins(2011-2017)
Dès l'âge de 15 ans jusqu’à ses 21 ans il côtoie toutes les catégories des sélections belges pour un total de 31 matchs 17 buts.

#### Entre la Belgique et le Maroc (2013)
Zakaria Bakkali est éligible de représenter la Belgique, son pays natal, ou le Maroc, son pays d’origine. Alors qu'Éric Gerets, sélectionneur de l'équipe du Maroc, tente de le séduire, après une période d’hésitation, il déclare : « Mon coeur ne sait pas, c'est du 50-50. Mais ma raison penche pour la Belgique. J'aurai plus de chances de jouer le Mondial et l'Euro », avant d'ajouter : « Si je suis appelé chez les Diables Rouges, j'irai. Mais je ne dois pas encore choisir définitivement vu que c'est un match amical ».

| DM SPORT   | Twitter |
| @dmsportma |         |

             🎙️ : Zakaria Bakkali, sur un changement de nationalité sportive :
« Je suis au courant. J’entre dans les critères de la nouvelle loi FIFA, vu que je n’ai que deux caps avant mon 21e anniversaire et que je n’ai pas disputé de grand tournoi. Me voir avec le Maroc est possible. »
         

        25/11/2022

#### Choix définitif: la Belgique (août 2013)
Le 8 août 2013, Marc Wilmots, le sélectionneur des Diables Rouges, sélectionne le jeune espoir belge en vue du match amical face à la France du 14 août 2013. Le 15 octobre 2013, lors du dernier match qualificatif comptant pour la coupe du monde 2014, il dispute ses premières minutes en montant au jeu pour le dernier quart d'heure lors du partage (1-1) face au pays de Galles. Après deux ans sans être convoqué à cause de problèmes en club et auteur d’un bon début de saison 2015-2016 avec Valence, il est convoqué pour le rassemblement d'octobre. Il prend part au jeu pendant quelques minutes face à Andorre lors des éliminatoires de l'Euro 2016.

#### Tentations à jouer pour le Maroc (2022)
Le 28 janvier 2021, après un assouplissement de son règlement concernant le changement de nationalité sportive, la FIFA autorise Munir El Haddadi à jouer pour le Maroc. Interrogé à ce propos en octobre 2022, Bakkali déclare à un média belge : « Je suis au courant. J’entre dans les critères de la nouvelle loi FIFA, vu que je n’ai que deux caps avant mon 21e anniversaire et que je n’ai pas disputé de grand tournoi. Me voir avec le Maroc est possible. ».

## Statistiques

### En club
| Saison                | Club                        | Championnat           | Championnat | Championnat | Championnat | Coupe(s) nationale(s) | Coupe(s) nationale(s) | Coupe(s) nationale(s) | Compétition(s) continentale(s) | Compétition(s) continentale(s) | Compétition(s) continentale(s) | Compétition(s) continentale(s) | Autres compétitions | Autres compétitions | Autres compétitions | Autres compétitions | Total | Total | Total |
| Saison                | Club                        | Division              | M.          | B.          | P.d.        | M.                    | B.                    | P.d.                  | Comp.                          | M.                             | B.                             | P.d.                           | Comp.               | M.                  | B.                  | P.d.                | M.    | B.    | P.d.  |
| 2013-2014             | PSV Eindhoven               | Eredivisie            | 16          | 3           | 0           | 2                     | 0                     | 0                     | C1+C3                          | 2+4                            | 1+0                            | 0+0                            | -                   | -                   | -                   | -                   | 24    | 4     | 0     |
| 2013-2014             | Jong PSV                    | Eerste divisie        | 1           | 0           | 0           | -                     | -                     | -                     | -                              | -                              | -                              | -                              | -                   | -                   | -                   | -                   | 1     | 0     | 0     |
| 2014-2015             | Jong PSV                    | Eerste divisie        | 5           | 1           | 1           | -                     | -                     | -                     | -                              | -                              | -                              | -                              | -                   | -                   | -                   | -                   | 5     | 1     | 1     |
| Sous-total            | Sous-total                  | Sous-total            | 6           | 1           | 1           | -                     | -                     | -                     | -                              | -                              | -                              | -                              | -                   | -                   | -                   | -                   | 6     | 1     | 1     |
| 2015-2016             | Valence CF                  | Liga                  | 16          | 1           | 3           | 3                     | 0                     | 1                     | C1+C3                          | -                              | -                              | -                              | -                   | -                   | -                   | -                   | 19    | 1     | 4     |
| 2016-2017             | Valence CF                  | Liga                  | 18          | 1           | 1           | 3                     | 1                     | 0                     | -                              | -                              | -                              | -                              | -                   | -                   | -                   | -                   | 21    | 2     | 1     |
| Sous-total            | Sous-total                  | Sous-total            | 34          | 2           | 4           | 6                     | 1                     | 1                     | -                              | -                              | -                              | -                              | -                   | -                   | -                   | -                   | 40    | 3     | 5     |
| 2017-2018             | Deportivo La Corogne (prêt) | Liga                  | 23          | 0           | 0           | 1                     | 0                     | 1                     | -                              | -                              | -                              | -                              | -                   | -                   | -                   | -                   | 24    | 0     | 1     |
| 2018-2019             | RSC Anderlecht              | Division 1A           | 17          | 1           | 2           | -                     | -                     | -                     | C3                             | 4                              | 2                              | 0                              | PO1                 | 1                   | 0                   | 0                   | 22    | 3     | 2     |
| 2019-2020             | RSC Anderlecht              | Division 1A           | 4           | 1           | 0           | -                     | -                     | -                     | -                              | -                              | -                              | -                              | -                   | -                   | -                   | -                   | 4     | 1     | 0     |
| 2020-2021             | RSC Anderlecht              | Division 1A           | 2           | 0           | 0           | -                     | -                     | -                     | -                              | -                              | -                              | -                              | -                   | -                   | -                   | -                   | 2     | 0     | 0     |
| Sous-total            | Sous-total                  | Sous-total            | 23          | 2           | 2           | -                     | -                     | -                     | -                              | 4                              | 2                              | 0                              | -                   | 1                   | 0                   | 0                   | 28    | 4     | 2     |
| 2020-2021             | Beerschot VA (prêt)         | Division 1A           | 4           | 0           | 0           | -                     | -                     | -                     | -                              | -                              | -                              | -                              | -                   | -                   | -                   | -                   | 4     | 0     | 0     |
| 2022-2023             | RKC Waalwijk                | Eredivisie            | 18          | 3           | 0           | 1                     | 0                     | 0                     | -                              | -                              | -                              | -                              | -                   | -                   | -                   | -                   | 19    | 3     | 0     |
| 2023-2024             | RKC Waalwijk                | Eredivisie            | 18          | 0           | 0           | 1                     | 0                     | 0                     | -                              | -                              | -                              | -                              | -                   | -                   | -                   | -                   | 19    | 0     | 0     |
| Sous-total            | Sous-total                  | Sous-total            | 36          | 3           | 0           | 2                     | 0                     | 0                     | -                              | -                              | -                              | -                              | -                   | -                   | -                   | -                   | 38    | 3     | 0     |
| 2024-2025             | IR Tanger                   | Botola Pro1           | 12          | 1           | 1           | 1                     | 0                     | 0                     | -                              | -                              | -                              | -                              | -                   | -                   | -                   | -                   | 13    | 1     | 1     |
| Total sur la carrière | Total sur la carrière       | Total sur la carrière | 154         | 12          | 8           | 12                    | 1                     | 2                     | -                              | 10                             | 3                              | 0                              | -                   | 1                   | 0                   | 0                   | 177   | 16    | 10    |

### En sélections nationales
| Saison                | Sélection             | Phases finales        | Phases finales | Phases finales | Phases finales | Éliminatoires CDM | Éliminatoires CDM | Éliminatoires CDM | Éliminatoires EURO | Éliminatoires EURO | Éliminatoires EURO | Matchs amicaux | Matchs amicaux | Matchs amicaux | Total | Total | Total |
| Saison                | Sélection             | Compétition           | M              | B              | Pd             | M                 | B                 | Pd                | M                  | B                  | Pd                 | M              | B              | Pd             | M     | B     | Pd    |
| --------------------- | --------------------- | --------------------- | -------------- | -------------- | -------------- | ----------------- | ----------------- | ----------------- | ------------------ | ------------------ | ------------------ | -------------- | -------------- | -------------- | ----- | ----- | ----- |
| 2013-2014             | Belgique              | -                     | -              | -              | -              | 1                 | 0                 | 0                 | -                  | -                  | -                  | -              | -              | -              | 1     | 0     | 0     |
| 2015-2016             | Belgique              | -                     | -              | -              | -              | -                 | -                 | -                 | 1                  | 0                  | 0                  | -              | -              | -              | 1     | 0     | 0     |
| Total sur la carrière | Total sur la carrière | Total sur la carrière | -              | -              | -              | 1                 | 0                 | 0                 | 1                  | 0                  | 0                  | -              | -              | -              | 2     | 0     | 0     |

### Matchs internationaux
| Matchs internationaux de Zakaria Bakkali, | Matchs internationaux de Zakaria Bakkali, | Matchs internationaux de Zakaria Bakkali,    | Matchs internationaux de Zakaria Bakkali, | Matchs internationaux de Zakaria Bakkali, | Matchs internationaux de Zakaria Bakkali, | Matchs internationaux de Zakaria Bakkali, | Matchs internationaux de Zakaria Bakkali,                         |
| #                                         | Date                                      | Lieu                                         | Adversaire                                | Résultat                                  | Compétition                               | Club                                      | Notes                                                             |
| ----------------------------------------- | ----------------------------------------- | -------------------------------------------- | ----------------------------------------- | ----------------------------------------- | ----------------------------------------- | ----------------------------------------- | ----------------------------------------------------------------- |
| 1                                         | 15 octobre 2013                           | Stade Roi Baudouin, Bruxelles, Belgique      | Pays de Galles                            | N 1 - 1                                   | Éliminatoires de la Coupe du monde 2014   | PSV Eindhoven                             | Entre en jeu à la place de Kevin Mirallas à la 78e minute de jeu. |
| 2                                         | 10 octobre 2015                           | Estadi Nacional, Andorre-la-Vieille, Andorre | Andorre                                   | V 4 - 1                                   | Éliminatoires de l'Euro 2016              | Valence CF                                | Entre en jeu à la place de Eden Hazard à la 79e minute de jeu.    |